# Trichopteryx rivularia
Trichopteryx rivularia är en fjärilsart som beskrevs av John Henry Leech 1897. Trichopteryx rivularia ingår i släktet Trichopteryx och familjen mätare. Inga underarter finns listade i Catalogue of Life.